# Сибирский драгунский гарнизонный полк
Сибирский драгунский полк (до 1764 года — Сибирский драгунский гарнизонный полк) — кавалерийская воинская часть (драгуны) Русской императорской армии, сформированная в 1720 году и упразднённая в 1771 году.

## История
9 февраля 1720 года (по данным М. Д. Рабиновича, в 1711 году) из остатков городовых стрельцов и рейтарских полков, а также неспособных к полевой службе нижних чинов сформирован Сибирский драгунский гарнизонный полк.
16 февраля 1727 года полк наименован 1-м Сибирским драгунским гарнизонным полком, но 6 ноября того же года вновь переименован в Сибирский драгунский гарнизонный полк.
13 мая 1764 года приказано полк переформировать в состав пяти эскадронов и именовать Сибирским драгунским полком. В другом источнике было указано, что 13 мая 1764 года гарнизонные драгунские полки были обращены в полевые, причём Новоучреждённый Сибирский полк наименован Колыванским, а Московский гарнизонный полк в 1765 году был расформирован.
Колыванские драгуны несли службу в крепостцах, например в Ануйской, на Колыванской укреплённой линии, в Тобольской провинции, Сибирской губернии, состоящей под ведомством го́рода Кузнецка, по охране и обороне русской границы и охраны горных промыслов от нападений джунгарских калмыков и киргиз-кайсаков
31 августа 1771 года приказано полк расформировать, а личный состав обратить на составление лёгких полевых команд на Сибирской и Оренбургской линиях; часть чинов в феврале 1772 года поступила на составление 2-го Омского гарнизонного батальона.
В 1775—1777 годах из драгун лёгких полевых команд Сибирской и Оренбургской линий был сформирован новый Сибирский драгунский полк.

## Командиры
- на 1743 — полковник Павлуцкий, Яков Семёнович